# Potomac Heights
Potomac Heights – jednostka osadnicza w Stanach Zjednoczonych, w stanie Maryland, w hrabstwie Charles.